# BR-364
La BR-364 es una carretera diagonal de Brasil que comienza en Limeira, en el km 153 de SP-330 entrando por SP-310 hasta el km 292, donde ingresa SP-326 yendo a la frontera con Minas Gerais, luego pasa por Goiás, Mato Grosso, Rondônia y Acre, que termina en Mâncio Lima, en el extremo oeste de este último estado, por lo que es una carretera de fundamental importancia para el flujo de producción de las regiones Norte y Medio Oeste del país.
Es una de las principales carreteras del interior de Brasil junto con BR-158 y BR-163. Esta carretera lleva las grandes producciones agrícolas de Mato Grosso y Goiás hacia el Puerto de Santos, para exportación, además del consumo interno en otras regiones de Brasil.

## Duplicación
En el estado de Mato Grosso, el Gobierno Federal ha estado duplicando la BR 364 entre las ciudades de Cuiabá y Rondonópolis, un tramo de 191 km. A finales de 2018, se inauguró la duplicación del tramo entre las ciudades de Cuiabá y Jaciara, de unos 100 kilómetros. En marzo de 2019, ya había 151 km duplicados, y el pronóstico para la finalización del trabajo era 2020.

## Galería

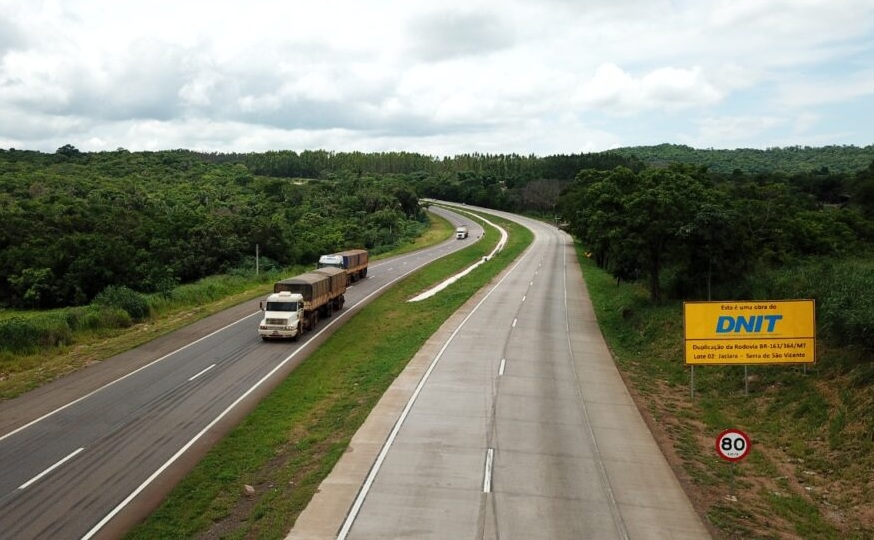
BR-163 / 364, tramo duplicado entre Cuiabá y Rondonópolis
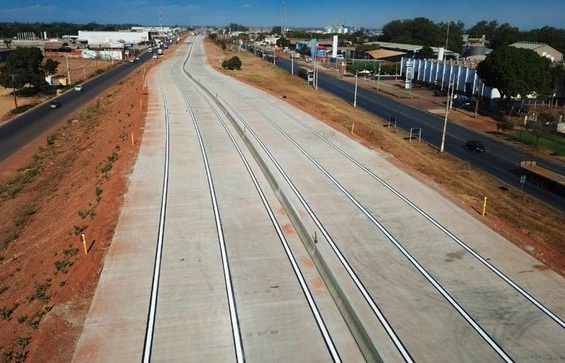
BR-163 / 364, tramo duplicado entre Cuiabá y Rondonópolis